# Saint-Menges
Saint-Menges település Franciaországban, Ardennes megyében. Lakosainak száma 934 fő (2022. január 1.). Saint-Menges Donchery, Fleigneux, Floing és Glaire községekkel határos.

## Népesség
A település népessége az elmúlt években az alábbi módon változott:
| Lakosok száma | 1133 | 976  | 964  | 1025 | 1019 | 990  | 972  | 947  | 941  | 934  |
|               | 1968 | 1982 | 1990 | 2006 | 2013 | 2015 | 2017 | 2019 | 2020 | 2022 |